# Малокліщівська сільська рада
Малокліщівська сільська рада — колишня адміністративно-територіальна одиниця та орган місцевого самоврядування у Базарському, Народицькому, Овруцькому, Малинському районах Коростенської, Волинської округ, Київської та Житомирської областей УРСР з адміністративним центром у с. Малі Кліщі.

## Населені пункти
Сільській раді на момент ліквідації були підпорядковані населені пункти:
- с. Звіздаль
- с. Малі Кліщі
- с. Малі Міньки
- с. Перемога
- с. Рудня-Осошня
- с. Хрипля
- с. Шишелівка

## Населення
Станом на 1 жовтня 1941 року в сільраді налічувалось 144 двори, з 548 мешканцями в них, в тому числі: чоловіків — 230 та жінок — 318.
Відповідно до результатів перепису населення 1989 року, кількість населення ради, станом на 12 січня 1989 року, складала 1 349 осіб.

## Історія та адміністративний устрій
Утворена 21 жовтня 1925 року в складі с. Малі Кліщі та хутора Шаблище Великокліщівської сільської ради Базарського району.
Станом на 1 вересня 1946 року сільська рада входила до складу Базарського району Житомирської області, на обліку в раді перебувало с. Малі Кліщі.
2 вересня 1954 року до складу ради включено села Перемога Великокліщівської та Хрипля Маломіньківської сільських рад Базарського району. 21 січня 1959 року, в зв'язку з ліквідацією Базарського району, сільську раду було передано до складу Народицького району. 30 грудня 1962 року, вже через ліквідацію району Народицького, рада відійшла до складу Овруцького району, 4 січня 1965 року — Малинського району. 5 лютого 1965 року була повернута до складу Овруцького району. 8 грудня 1966 року, після поновлення Народицького району, сільрада була включена до його складу.
Станом на 1 січня 1972 року сільрада входила до складу Народицького району Житомирської області, на обліку в раді перебували села Малі Кліщі, Перемога та Хрипля.
28 грудня 1990 року, рішенням Житомирської обласної ради, до складу сільської ради були передані села Звіздаль, Малі Міньки, Рудня-Осошня та Шишелівка ліквідованої Звіздальської сільської ради Народицького району.
21 червня 1991 року, відповідно до рішення Житомирської обласної ради, села Звіздаль, Малі Кліщі, Малі Міньки, Перемога, Рудня-Осошня, Хрипля та Шишелівка були зняті з обліку, Малокліщівську сільську раду було ліквідовано.